# Joey MacDonald
Joseph MacDonald (* 7. února 1980, Pictou, Nové Skotsko, Kanada) je bývalý kanadský hokejový brankář, který odehrál 133 zápasů v severoamerické lize NHL a přes 300 v nižší AHL.

## Kariéra
MacDonald začínal svojí juniorskou kariéru v týmu Halifax Mooseheads v lize Quebec Major Junior Hockey League, kde chytal v sezóně 1997-98. Poté přestoupil do týmu Peterborough Petes, který hrál v lize Ontario Hockey League. V Peterborough se mu dařilo a v týmu zůstal až do roku 2001, ve kterém přestoupil do profesionálního klubu Toleda Storm, se kterým hrál ligu ECHL. Tam si ho všimli skauti týmu NHL, Detroit Red Wings. Před sezónou 2002-03 přišel do týmu Grand Rapids Griffins, kde měl krýt záda prvnímu brankáři Marcovi Lamothemu. Postupem času se s Lamothem pravidelně střídal a když po sezóně 2003-04 Lamothe odešel, tak MacDonald roli prvního brankáře týmu převzal zcela. V sezóně 2005-06 bojoval o proražení do týmu Red Wings s konkurenty Drewem MacIntyrem a Jimmym Howardem. Během sezóny 2006-07 byl povolán k Red Wings, aby dělal náhradníka Dominiku Haškovi a Chrisu Osgoodovi. V NHL debutoval 19. října 2006 proti San José Sharks. V polovině sezóny jej Red Wings zapsali na listinu volných hráčů, odkud si jej vytáhli Boston Bruins. Za Bruins hrál poprvé 4. března 2007 a pomohl k vítězství 4:1 nad New Jersey Devils. 8. července 2007 podepsal dvouletou smlouvu s New York Islanders, odkud byl, ale odeslán do farmářského celku Bridgeport Sound Tigers hrajícím ligu AHL. V sezóně 2008-09 nahradil na pozici náhradního brankáře Islanders Wada Dubielewicze, který odešel do Ruska. Po zranění jedničky Ricka DiPietra se stal dokonce prvním brankářem Islanders. Chytal ve 49 zápasech a připsal si své první čisté konto v NHL při vítězství 2:0 nad Detroitem Red Wings. Po sezóně se stal volným hráčem a 10. srpna 2009 podepsal jednoletou smlouvu s Torontem Maple Leafs. Před začátkem sezóny 2009-10 byl odeslán na farmu ke klubu Toronto Marlies do AHL. 8. října 2009 byl povolán k Maple Leafs, aby dělal náhradníka Vesovi Toskalovi a svůj první zápas za Toronto odchytal 13. října 2009. 3. března 2010 byl vyměněn za výběr v 7. kole draftu NHL do Anaheimu Ducks. Vzhledem k tomu, že Anaheim neměl žádné farmářské mužstvo v AHL, tak zůstal v Torontu Marlies. Po sezóně se stal opět volným hráčem a 2. července 2010 podepsal smlouvu se svým staronovým týmem Detroit Red Wings.

## Úspěchy

### Individuální úspěchy
- Harry "Hap" Holmes Memorial Award - 2002-03
- ECHL Alumnus of the Month (Absolvent ECHL měsíce) - leden 2009

## Statistiky

### Statistiky v základní části
| 1997-98                | Halifax Mooseheads      | QMJHL       | 17  | 3.97 | 88,0 | 3   | 12  | 54  | 395  | 0  | 816    |
| 2002-03                | Grand Rapids Griffins   | AHL         | 25  | 2.20 | 91,6 | 14  | 6   | 49  | 537  | 3  | 1337   |
| 2003-04                | Grand Rapids Griffins   | AHL         | 39  | 1.97 | 93,6 | 22  | 12  | 74  | 1087 | 6  | 2249   |
| 2004-05                | Grand Rapids Griffins   | AHL         | 66  | 2.29 | 92,6 | 34  | 29  | 143 | 1785 | 5  | 3755   |
| 2005-06                | Grand Rapids Griffins   | AHL         | 32  | 3.13 | 89,7 | 17  | 9   | 91  | 789  | 2  | 1745   |
| 2006-07                | Detroit Red Wings       | NHL         | 8   | 3.46 | 87,2 | 1   | 5   | 27  | 184  | 0  | 468    |
| 2006-07                | Grand Rapids Griffins   | AHL         | 2   | 2.93 | 89,8 | 1   | 1   | 6   | 53   | 0  | 123    |
| 2006-07                | Boston Bruins           | NHL         | 7   | 2.68 | 91,8 | 2   | 2   | 16  | 179  | 0  | 358    |
| 2007-08                | New York Islanders      | NHL         | 2   | 3.00 | 91,8 | 0   | 1   | 6   | 67   | 0  | 120    |
| 2007-08                | Bridgeport Sound Tigers | AHL         | 38  | 2.89 | 90,9 | 16  | 19  | 109 | 1091 | 2  | 2266   |
| 2008-09                | New York Islanders      | NHL         | 49  | 3.37 | 90,6 | 14  | 26  | 157 | 1427 | 1  | 2792   |
| 2009-10                | Toronto Maple Leafs     | NHL         | 6   | 3.21 | 89,2 | 1   | 4   | 17  | 140  | 0  | 318    |
| 2009-10                | Toronto Marlies         | AHL         | 36  | 3.18 | 89,3 | 14  | 19  | 112 | 930  | 2  | 2112   |
| 2010-11                | Detroit Red Wings       | NHL         | 15  | 2.58 | 91,7 | 5   | 5   | 31  | 341  | 1  | 720    |
| 2010-11                | Grand Rapids Griffins   | AHL         | 20  | 2.78 | 89,4 | 10  | 9   | 54  | 457  | 1  | 1164   |
| 2011-12                | Detroit Red Wings       | NHL         | 14  | 2.16 | 91,2 | 8   | 5   | 29  | 301  | 0  | 806    |
| 2011-12                | Grand Rapids Griffins   | AHL         | 26  | 2.63 | 91,3 | 11  | 11  | 62  | 654  | 3  | 1412   |
| 2012-13                | Calgary Flames          | NHL         | 21  | 2.87 | 90,2 | 8   | 9   | 55  | 507  | 0  | 1148   |
| 2013-14                | Calgary Flames          | NHL         | 11  | 2.90 | 89,0 | 5   | 4   | 29  | 235  | 0  | 599    |
| 2013-14                | Abbotsford Heat         | AHL         | 16  | 3.00 | 90,9 | 5   | 10  | 45  | 447  | 0  | 900    |
| 2014-15                | Hamilton Bulldogs       | AHL         | 26  | 2.77 | 91,0 | 10  | 9   | 72  | 725  | 0  | 1558   |
| NHL celkově            | NHL celkově             | NHL celkově | 133 | 3.00 | 90,2 | 44  | 61  | 367 | 3381 | 2  | 7329   |
| AHL celkově            | AHL celkově             | AHL celkově | 326 | 2.63 | 91,3 | 154 | 134 | 817 | 8555 | 24 | 18 621 |
| Konec hokejové kariéry |                         |             |     |      |      |     |     |     |      |    |        |

### Statistiky v play off
| 1997-98     | Halifax Mooseheads      | QMJHL       | 3 | 6.43 | 86,1 | 1 | 2 | 15 | 93 | 0 | 140 |
| 2001-02     | Cincinnati Mighty Ducks | AHL         | 1 | 2.14 | 93,9 | 0 | 1 | 3  | 46 | 0 | 84  |
| 2002-03     | Grand Rapids Griffins   | AHL         | 1 | 7.95 | 75,0 | 0 | 0 | 1  | 3  | 0 | 8   |
| 2003-04     | Grand Rapids Griffins   | AHL         | 1 | 6.04 | 82,6 | 0 | 1 | 4  | 19 | 0 | 40  |
| AHL celkově | AHL celkově             | AHL celkově | 3 | 3.64 | 89,5 | 0 | 2 | 8  | 68 | 0 | 132 |